# Дождливый день в Нью-Йорке
«Дождли́вый день в Нью-Йо́рке» (англ. A Rainy Day in New York) — американская романтическая комедия сценариста и режиссёра Вуди Аллена. Главные роли в фильме исполняют Тимоти Шаламе, Эль Фэннинг, Селена Гомес, Джуд Лоу, Диего Луна и Лев Шрайбер.
Фильм вышел в прокат в Польше 26 июля 2019 года. В России его выход на экраны состоялся 10 октября. В США — 10 ноября 2020 года.

## Сюжет
Гэтсби Уэллс — студент колледжа Ярдли и сын богатых родителей из Нью-Йорка. У Гэтсби нет особого желания учиться, хотя он продолжает посещать колледж из-за своей подруги Эшли, богатой ученицы из Тусона. Эшли едет в Нью-Йорк, чтобы взять интервью у режиссёра Ролана Полларда для студенческой газеты. Гэтсби едет с ней, чтобы показать город, планируя романтические свидания, при этом избегая своих родителей, которые планируют концерт вечером. Когда Эшли идёт на интервью с Поллардом, тот приглашает её на показ своего нового фильма, разрушая её планы с Гэтсби. Гэтсби прогуливается в одиночестве по Нью-Йорку и сталкивается с другом студентом-режиссёром, который просит его заменить пропавшего актёра на пробной съёмке для экранного поцелуя. Гэтсби удивляется, что актриса оказывается младшей сестрой его предыдущей подруги. Он целуется, но говорит Чен, что у него есть подруга. Они готовятся ко второму экранному пробному поцелую по предложению студента-режиссёра. Гэтсби пытается позвонить Эшли, но только раздражается, когда Поллард, его писатель Тед Дэвидофф и одна из его звёзд задерживают Эшли.
Интервью Эшли затягивается до вечера. Тем временем Гэтсби снова случайно сталкивается с Чан, когда они оба ловят такси в другой части города. Она отказывается слушать об Эшли. Его романтические планы на выходные с Эшли похоже откладываются, когда он звонит ей, но ему сообщают, что Эшли занята и не может говорить. Он едет с Чан в квартиру её родителей и поёт «Все, что происходит со мной» Синатры на пианино её родителей. Они обсуждают свою любовь к Нью-Йорку и соглашаются, что это одно из самых романтичных мест в дождливые дни.
Гэтсби и Чен идут в Метрополитен-музей, где сталкиваются с тётей и дядей Гэтсби, которых они пытались избежать, чтобы родители Гэтсби не выяснили, что он находится в городе. Тем временем Эшли познакомилась с Франциско Вегой, который пригласил её в свой трейлер на съёмочную площадку своего нового фильма, затем двое идут выпить. Гэтсби тем временем отправляется в дом своего друга на покер. Гэтсби возвращается в отель и видит там по телевизору новости, где Эшли показывают с Вегой. Он идёт в коктейль-бар Карлайл, где знакомится с проституткой Терри, и предлагает ей 5000 долларов за компанию.
Эшли идёт на другую вечеринку со своим новым другом-кинозвездой, где она воссоединяется с Поллардом. Поллард, по-прежнему без ума от неё, хочет, чтобы Эшли стала его музой для его следующего кинопроекта и осталась с ним. Она возвращается к своему новому другу на вечеринке, где тот начинает непрерывно флиртовать с Эшли. Вернувшись в «Карлайл», Гэтсби объясняет своей Терри, что хочет, чтобы она изобразила Эшли на семейном вечере, на котором они должны были присутствовать вместе. Эшли и её новый друг-кинозвезда едут к нему домой вечером. Они вместе выпивают, начинают раздеваться, когда неожиданно появляется его подружка из другого города. Ему удаётся выставить Эшли через задний вход, она должна уйти, хотя на ней только плащ поверх нижнего белья.
На семейную вечеринку Гэтсби прибывает со своей поддельной заменой для Эшли, и его мать скоро это понимает. Она выгоняет Терри из дома, а затем ссорится с Гэтсби. Его мать признается, что сама в молодости вела себя развязно, была проституткой и вышла замуж только потому что они с его отцом полюбили друг друга, и она решила измениться и соответствовать мужу. Она говорит, что из-за этого у Гэтсби такой характер и вкус, отчего шокированный Гэтсби замолкает. В итоге Эшли находит его в баре Карлайла. Она обещает исправить всё на следующий день, чтобы они наконец могли попытаться стать ближе в Нью-Йорке, как они изначально планировали сделать, когда поездка только началась. Затем Эшли рассказывает ему всё о своих дневных эмоциональных и сексуальных злоключениях. Гэтсби хочет немедленно вернуться в колледж. На следующий день они решают покататься на карете в Центральном парке до отъезда. Идёт дождь, и Эшли, кажется, не очень впечатлена видами. Осознав, что они не подходят друг другу, Гэтсби внезапно заканчивает отношения. Он идёт в одиночестве через Центральный парк пока не прибывает к часам «Делакорт» в зоопарке Центрального парка и ждет. Часы бьют 6 вечера, и через несколько минут приходит Чан. Они запомнили свой разговор о идеальном романе в старых фильмах и встретились именно там, где мечтали назначить свидание. Влюблённые целуются.

## Актёрский состав
- Тимоти Шаламе — Гэтсби Уэллс
- Эль Фэннинг — Эшли Энрайт
- Селена Гомес — Чан Тайрелл
- Джуд Лоу — Тед Дэвидофф
- Диего Луна — Франциско Вега
- Лев Шрайбер — Ролан Поллард
- Келли Рорбах — Терри
- Аннали Эшфорд — Лили
- Ребекка Холл — Конни
- Черри Джонс — миссис Уэллс
- Уилл Роджерс — Хантер Уэллс
- Сьюки Уотерхаус — Тиффани
- Гриффин Ньюман — Джош

## Производство
В августе 2017 года Тимоти Шаламе, Селена Гомес и Эль Фэннинг были приняты в актёрский состав нового фильма Вуди Аллена, который Аллен собирался поставить по своему сценарию. Было объявлено, что Летти Аронсон спродюсирует фильм, в то время как компания Amazon Studios займётся его дистрибуцией. В сентябре 2017 года к касту фильма присоединился Джуд Лоу. В том же месяце к актёрскому составу картины присоединились Диего Луна, Лев Шрайбер, Аннали Эшфорд, Ребекка Холл, Черри Джонс, Уилл Роджерс и Келли Рорбах. В октябре 2017 к ним также присоединилась Сьюки Уотерхаус. В том же месяце Аллен подтвердил, что фильму дано название «Дождливый день в Нью-Йорке».
Съёмочный период начался в Нью-Йорке 11 сентября 2017 года и закончился 23 октября.

## Релиз
26 июля фильм «Дождливый день в Нью-Йорке» был выпущен в Польше компанией Kino Świat. Позже картина вышла в Литве, Греции, Нидерландах, Турции, Бельгии, Чехии, Словакии, Гонконге, Эстонии, Испании, Италии, Вьетнаме, Колумбии, Португалии, Мексике, Аргентине, Уругвае, Германии, Израиле, Венгрии и Бразилии. Во Франции премьера состоялась 6 сентября 2019 года на кинофестивале в Довиле. В российский прокат картина вышла 10 октября 2019 года.
Локализованная версия трейлера фильма появилась в сети 7 июня.

## Скандал
Производство фильма совпало с началом движения #Me Too, вновь вызвав интерес в обвинении в сексуальном домогательстве, выдвинутом против Аллена в 1992 году. В октябре 2017 года Гриффин Ньюман сообщил в своём твиттере, что сожалеет о съёмках в фильме, и в будущем больше не будет работать с Алленом. Он пожертвовал свой гонорар организации RAINN. В январе 2018 года Ребекка Холл объявила в своём инстаграме о том, что сожалеет о работе над фильмом и больше не будет работать с Алленом в будущем. Она пожертвовала свой гонорар движению Time’s Up. В том же месяце Тимоти Шаламе сообщил в своём инстаграме о том, что не хочет получать выгоду от фильма и жертвует свой гонорар движению Time’s Up, организации RAINN и ЛГБТ-центру Нью-Йорка. Селена Гомес также сделала пожертвование движению Time’s Up в размере свыше миллиона долларов, что превысило её гонорар за фильм, но не связала это с участием в фильме.
В августе 2018 года стало известно, что компания Amazon Studios отложила релиз фильма «на неопределённый срок», в феврале 2019 года — что Amazon Studios отказалась от дистрибуции фильма. Аллен подал на компанию в суд, обвинив её в том, что контракт с ним был разорван неправомерно. Компания Амазон впоследствии уладила дело вне суда. В мае 2019 года СМИ сообщили, что Amazon Studios вернула Аллену права на дистрибуцию картины в США.